# دیه‌گو دی لیما بارسلوس
دیه گو دی لیما بارسلوس (به پرتغالی: Diego de Lima Barcelos) مهاجم اهل برزیل است که در شهر پورتو الگره و در تاریخ ۵ آوریل ۱۹۸۵ به دنیا آمده‌است.
دیه گو دی لیما بارسلوس در تیم‌های فوتبال باشگاه ورزشی اینترناسیونال سابقهٔ حضور دارد.